# Бранислав Крунич
Бранислав Крунич (босн. Branislav Krunić; нар. 28 січня 1979, Требинє) — колишній боснійський футболіст, що грав на позиції півзахисника.

## Клубна кар'єра
У дорослому футболі дебютував 1999 року виступами за команду клубу «Леотар», в якій провів один сезон.
Згодом з 2000 по 2006 рік грав у складі команд клубів «Олімпія» (Любляна), «Леотар», «Волинь» та «Том».
Своєю грою за останню команду привернув увагу представників тренерського штабу клубу «Москва», до складу якого приєднався 2007 року. Відіграв за московську команду наступні два сезони своєї ігрової кар'єри. Більшість часу, проведеного у складі ФК «Москва», був основним гравцем команди.
Протягом 2009–2010 років захищав кольори клубів «Леотар» та «Динамо» (Брянськ).
До складу клубу «Борац» (Баня-Лука) приєднався 2011 року. Всього встиг відіграти за команду з Баня-Луки 52 матчі в національному чемпіонаті, після чого в березні 2013 року завершив ігрову кар'єру.

## Виступи за збірну
У 2002 році дебютував в офіційних матчах у складі національної збірної Боснії і Герцеговини. Провів у формі головної команди країни 6 матчів.

## Досягнення
- Чемпіон Боснії та Герцеговини: 2003, 2011